# Monumentul lui Adam Mickiewicz

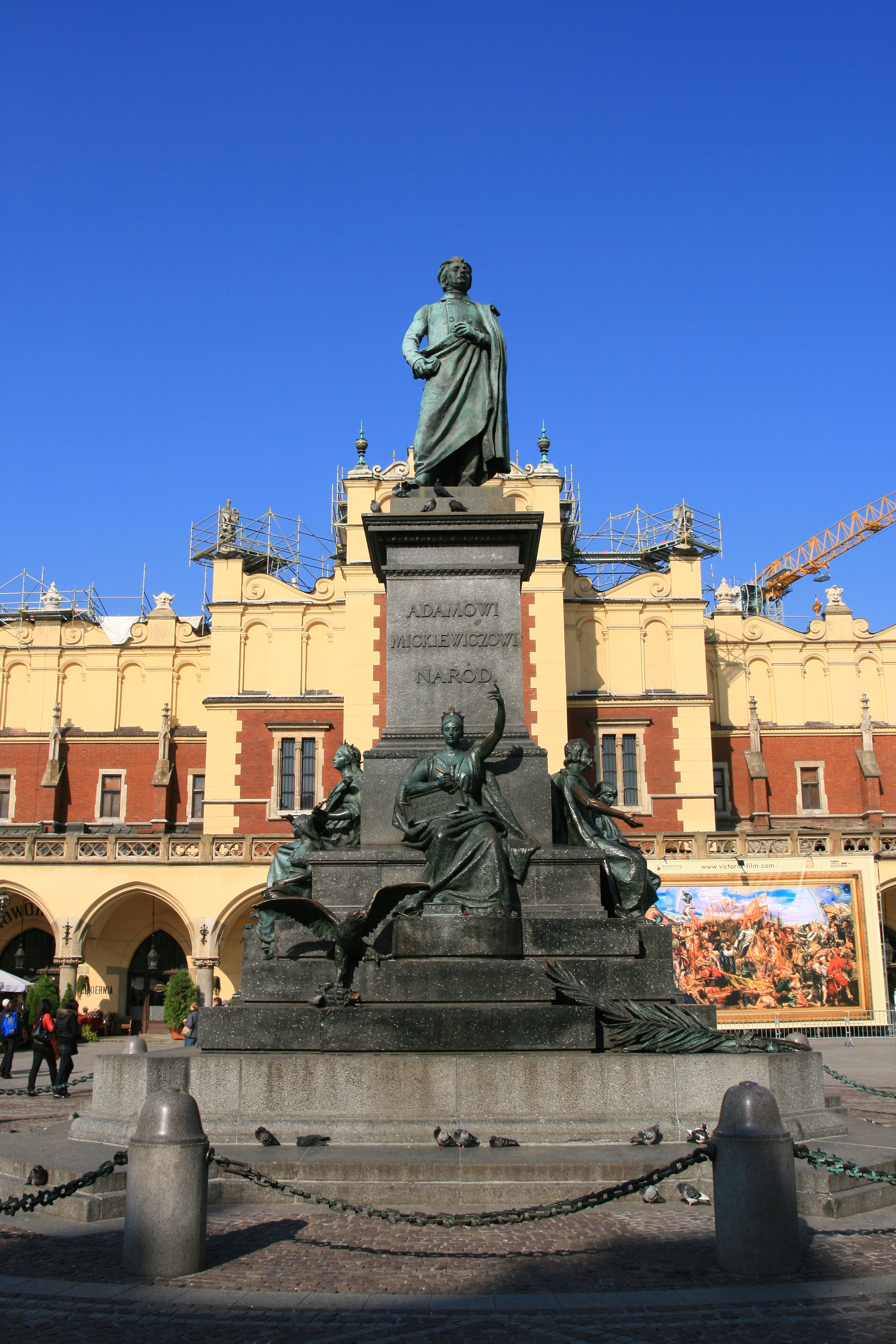
Monumentul lui Adam Mickiewicz

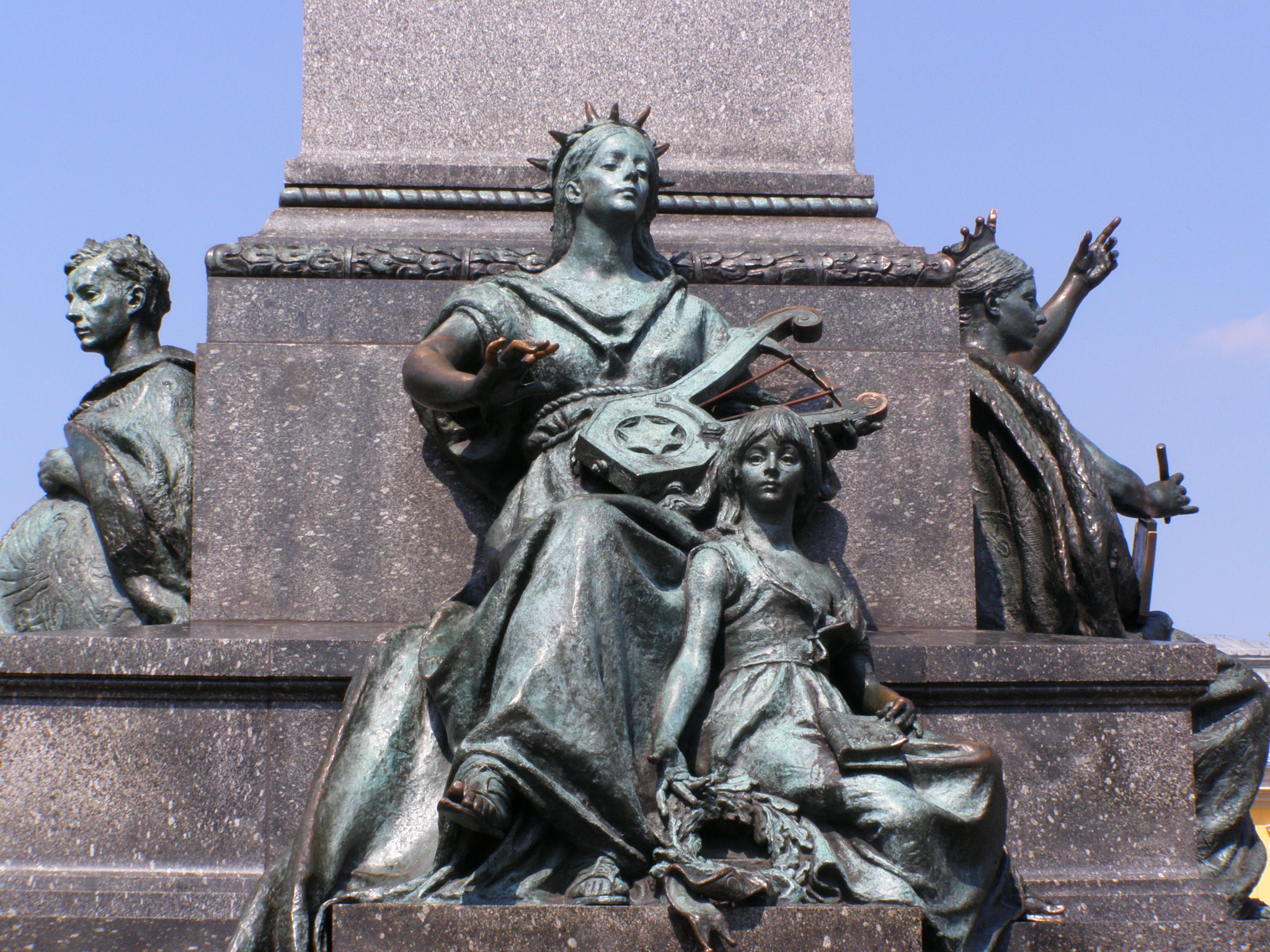
Muza Poeziei, cu faţa spre sud

Monumentul lui Adam Mickiewicz din Cracovia este una din monumentele de bronz cele mai cunoscute din Polonia și una din locurile preferate de întâlnire din Piața Centrală din Cracovia aflată în Centrul istoric.
Statuia lui Adam Mickiewicz, cel mai mare poet romantic polonez al secolului al XIX-lea, a fost dezvelită la data de 16 iunie 1898, la 100 de ani de la nașterea poetului, în prezența fiicei și fiului său. Statuia a fost creată de către Teodor Rygier, un sculptor puțin cunoscut la acea vreme, care a câștigat a treia și ultima competiție pentru acest proiect înainte de peste 60 de artiști, incluzându-l și pe renumitul pictor Jan Matejko.
Chiar dacă premiul întâi a fost acordat renumitului Ciprian Godebski, profesor la Academia Imperială de Arte din Sankt-Petersburg din Paris, cu Rygier pe locul al doilea, pentru executarea finală a fost acceptat proiectul mai popular al lui Rygier, cu un contract semnat în noiembrie 1889. 

## Descriere
La picioarele poetului sunt patru grupuri alegorice simbolizând Patria (de pe fațada monumentului de-a lungul străzii Sienna), Știința (spre nord), Curajul (cu fața spre Sukiennice) și Poezia (cu fața spre Biserica Sf. Adalbert, spre sud). Inscripția de pe piedestal este: "Pentru Adam Mickiewicz, Națiunea".

## Istoric
Monumentul a luat ființă într-un studio de pe strada Długa sub supravegherea unui comitet artistic. Toate figurile au fost turnate în turnătoria Nellich din Roma. Amplasamentul final al monumentului nu a fost decis la acea dată, dar cel puțin alte trei piețe ale orașului au fost luate în considerare. În cele din urmă, primarul orașului a fost cel, care a sugerat ca structura să fie plasată în Piața Principală.

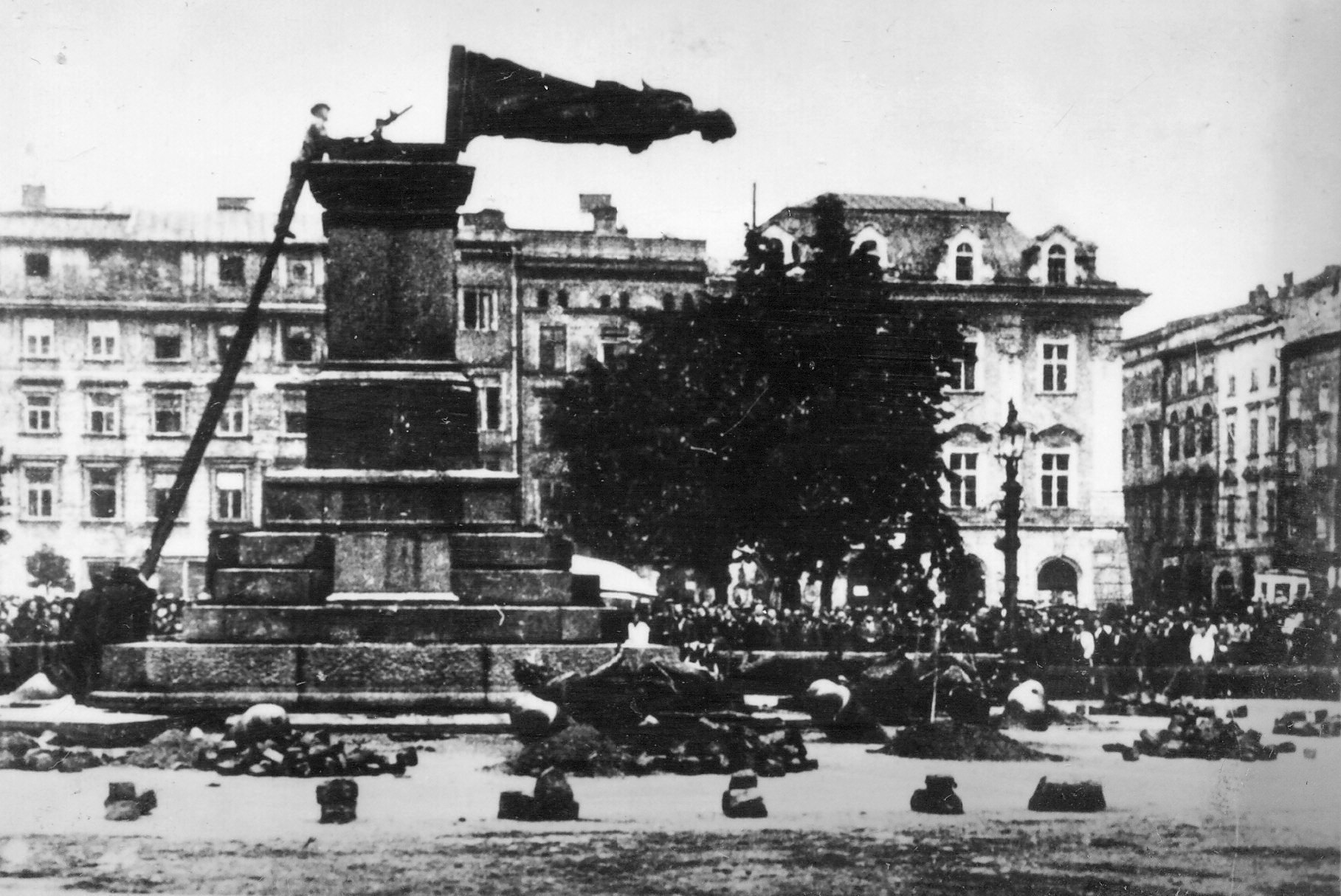
Distrugerea monumentului de către naziști la 17 august 1940

În 1940 monumentul a fost distrus de către naziști după invadarea Poloniei. Monumentul a fost restaurat în 1955. Cele mai multe dintre piesele statuii au fost recuperate de la fier vechi din Hamburg în 1946, ceea ce a permis refacerea aspectului original al monumentului.
Adam Mickiewicz însuși nu a fost niciodată la Cracovia. În 1890, la 35 de ani după moartea sa, rămășițele sale au fost aduse aici de la Paris și înmormântate ceremonios în Cripta Sf. Leonard din Catedrala Wawel.
În fiecare an, în Ajunul Crăciunului, la monumentul lui Adam Mickiewicz se depun flori de către florăriile din Cracovia.